# Acraea brainei
Acraea brainei is een vlinder uit de familie van de Nymphalidae. De wetenschappelijke naam van de soort is voor het eerst gepubliceerd in 1986 door Graham Allan Henning.

## Verspreiding
De soort komt voor in de droge savanne van Zuid-Angola (Iona Nationaal Park) en Noord-Namibië (Kunene).

## Waardplanten
De rups leeft op Turnera oculata (Passifloraceae).